# Достиев, Шерали
Шерали Достиев (род. 12 января 1985, Душанбе, Таджикская ССР) — таджикский боксёр, представитель первой наилегчайшей весовой категории. Выступал за сборную Таджикистана по боксу в 2000-х годах, бронзовый призёр чемпионата мира, чемпион Центральноазиатских игр, победитель и призёр турниров международного значения, участник двух летних Олимпийских игр. В период 2009—2013 годов боксировал также на профессиональном уровне, но без особых достижений.

## Биография
Шерали Достиев родился 12 января 1985 года в городе Душанбе Таджикской ССР. Заниматься боксом начал в возрасте тринадцати лет под руководством тренера Абдурашита Мамаджанова.

### Любительская карьера
Первого серьёзного успеха на взрослом международном уровне добился в сезоне 2003 года, когда вошёл в основной состав таджикской национальной сборной и завоевал золотую медаль в первом наилегчайшем весе на домашних Центральноазиатских играх в Душанбе.
В 2004 году одержал победу на азиатской олимпийской квалификации в Гуанчжоу и благодаря этой победе удостоился права защищать честь страны на летних Олимпийских играх в Афинах. Однако уже в стартовом поединке первой наилегчайшей весовой категории со счётом 12:17 потерпел поражение от филиппинца Гарри Таньямора и сразу же выбыл из борьбы за медали.
В 2005 году Достиев стал чемпионом Таджикистана по боксу и выиграл бронзовую медаль на чемпионате мира в Мяньяне, где на стадии полуфиналов первого наилегчайшего веса был остановлен китайцем Цзоу Шимином.
В 2006 году получил бронзу на студенческом чемпионате мира в Алма-Ате, выступил на международном турнире «Ахмет Джёмерт» в Стамбуле и на Азиатских играх в Дохе, где вновь проиграл Цзоу Шимину.
На чемпионате Таджикистана 2007 года вновь был лучшим в зачёте первого наилегчайшего веса. Помимо этого, одержал победу на Кубке короля в Бангкоке. Боксировал на чемпионате Азии в Улан-Баторе и на чемпионате мира в Чикаго, но попасть здесь в число призёров не смог.
В 2008 году стал бронзовым призёром Мемориала Попенченко в Москве, уступив в полуфинале россиянину Алексею Махненко. На первой азиатской олимпийской квалификации в Бангкоке на стадии полуфиналов был побеждён казахом Биржаном Жакыповым, тогда как на второй азиатской квалификации в Астане прошёл всех соперников по турнирной сетке, в том числе в решающем финальном поединке взял верх над представителем Монголии Пурэвдоржийном Сэрдамбой. Тем не менее, на Олимпийских играх в Пекине успеха не добился, уже в первом поединке категории до 48 кг со счётом 1:12 потерпел поражение от кубинца Ямпьера Эрнандеса.

### Профессиональная карьера
Вскоре по окончании пекинской Олимпиады Шерали Достиев покинул расположение таджикской сборной и в ноябре 2009 года успешно дебютировал на профессиональном уровне. Боксировал преимущественно в США и долгое время не знал поражений, выиграв здесь в общей сложности восемь поединков (лишь в одном случае была зафиксирована ничья).
В декабре 2012 года выступил на Украине, проиграв единогласным решением судей Мамеду Ядгарову (16-6-1).
Боксировал среди профессионалов в июне 2013 года, на родине в Душанбе по очкам взял верх над малоизвестным грузином Кахой Аветисиани (20-18-1).
Последний раз Шерали Достиев боксировал 11.12.2021 года в Алмаате где потерпел поражение Нуртасу Ажбенову.